# Ukiyo
Ne pas confondre avec le mouvement artistique Ukiyo-e

Onna yu (bains publics pour femmes), xylographie, ukiyo-e colorée de Torii Kiyonaga (1752-1815).

L'ukiyo (浮世, « monde flottant ») est un mot d'origine bouddhique qui désigne initialement le monde présent, c'est-à-dire un monde illusoire, empli de peines et de souffrances selon la pensée bouddhique. Passé de mode, le terme réapparait dans le vocabulaire japonais du XVIIe siècle sous une graphie différente ukiyo-e (浮世絵, terme japonais signifiant « image du monde flottant »). Il devient une allusion ironique à l'homophone « triste monde » (憂き世), le parcours terrestre de la mort et de la renaissance dont les bouddhistes cherchent à se libérer. S'il désigne la même réalité à savoir le monde présent, il met l'accent non plus sur la tristesse mais sur l'inclination au plaisir et à la jouissance.
Il décrit le mode de vie urbain japonais durant l'époque d'Edo (1600-1867). La culture « monde flottant » se développe à Yoshiwara, le quartier chaud autorisé d'Edo (aujourd'hui Tokyo), lieu où sont situés nombre de bordels, chashitsu (salons de thé) et de théâtres kabuki, fréquentés par la classe moyenne japonaise alors croissante. La culture ukiyo apparaît également dans d'autres villes telles qu'Osaka et Kyoto. Les fameuses estampes japonaises appelées ukiyo-e ou « images du monde flottant » trouvent leurs origines dans ces arrondissements et représentent souvent des scènes du monde flottant lui-même comme les geishas, les acteurs de kabuki, les lutteurs de sumo, les samouraïs, les chōnin et les prostituées.
En 1661 dans sa préface au Dit du monde flottant (Ukiyo-monogarari), le romancier Asai Ryoi en propose cette définition : « Vivre seulement pour l'instant, contempler la lune, la neige, les cerisiers en fleurs et les feuilles d'automne, aimer le vin, les femmes et les chansons, se laisser porter par le courant de la vie comme la gourde flotte au fil de l'eau. ». Accolé à des mots courants, le terme en vient à désigner l'« homme du monde flottant » (ukiyo-otoko), le « roman du monde flottant » (ukiyo-züshi)
ou encore les « images du monde flottant » (ukiyo-e).